# 9.25. Przygoda jednej nocy
9.25. Przygoda jednej nocy – polski film fabularny z 1929 roku.

## Obsada
- Iza Norska (Izabela Bialer) – Krysia
- Harry Cort (Stanisław Józef Bielski) – podróżnik Lars
- Mieczysław Cybulski – Jerzy
- Tadeusz Ordeyg – starszy kapłan
- Luba Ditris – tancerka tybetańska
- Jeremi Jeremi – prowincjonalny lekarz
- Tekla Trapszo
- Eugeniusz Bodo
- Jarosław Iwaszkiewicz
- Jerzy Kobusz
- Władysław Walter
- Jerzy Kobusz
- Lech Owron
- Nina Niovilla
- Ma-Wei-Li
- i inni